# Pienza
Pienza is een stadje in Toscane, in de buurt van Montepulciano, het ligt op 490 m hoogte, niet ver van de vulkaan Monte Amiata.
De binnenstad van Pienza staat sinds 1996 op de Werelderfgoedlijst van UNESCO. Het was het geboortedorp van de 15e-eeuwse paus Pius II (1458-1464). Toenmaals heette het Corsignano. Toen de paus aan de macht kwam besloot hij zijn geboortedorp te verbouwen volgens de stedenbouwkundige idealen van die tijd.
Pienza is ook bekend vanwege het streekproduct Pecorino di Pienza, een soort schapenkaas.

## Bezienswaardigheden
Kathedraal (Duomo)
De kathedraal heeft een vroegrenaissancistische façade, met classicistische elementen, geïnspireerd op een 12e-eeuwse kerkfaçade in Assisi. Deze combinatie geeft de buitenkant een strenge, kille uitstraling. Het interieur daarentegen, gebaseerd op een gotische hallenkerk, is warm en overladen met decoraties. Het baptisterium onder in de kerk heeft een duidelijk renaissancistische stijl wat de structuur betreft, maar de doopvont is in middeleeuwse stijl vormgegeven. Onder de Dom bevinden zich crypten en labyrinten.
Palazzo Communale
Dit paleis, een klein, gracieus gebouw tegenover de Dom, werd mogelijk ontworpen door Bernardo Rossellino en gerenoveerd in 1900. Het wordt gekenmerkt door een portiek met drie bogen die op Ionische zuilen rusten. De gevel, geheel in travertijn, is aan de bovenzijde open door vier verticale raamstijlen en heeft een klokkentoren gebouwd in terracotta, met lange ramen en bekroond door een dubbele rij kantelen. In de portiek is de façade versierd met graffiti en de stenen wapenschilden van de verschillende podestà die er woonden, evenals die van paus Pius II, de provincie en de gemeente Pienza.
Palazzo Piccolomini
Palazzo Piccolomini is in een traditioneel Florentijnse stijl opgetrokken, beïnvloed door  het ontwerp van het Palazzo Medici-Riccardi uit die stad.
Palazzo Borgia
Palazzo Borgia heeft een renaissance stijl met een massief aandoende Romaanse invloed. Het gebouw is, als geschenk van paus Pius II, eigendom geweest van Rodrigo Borgia, de latere paus Alexander VI. In dit palazzo bevindt zich het Museo Diocesano met onder meer sieraden en schilderijen van renaissancekunstenaars als Luca Signorelli en Fra Bartelomeo della Porta. Topstuk is de Madonna met Kind van Pietro Lorenzetti.

## Afbeeldingen

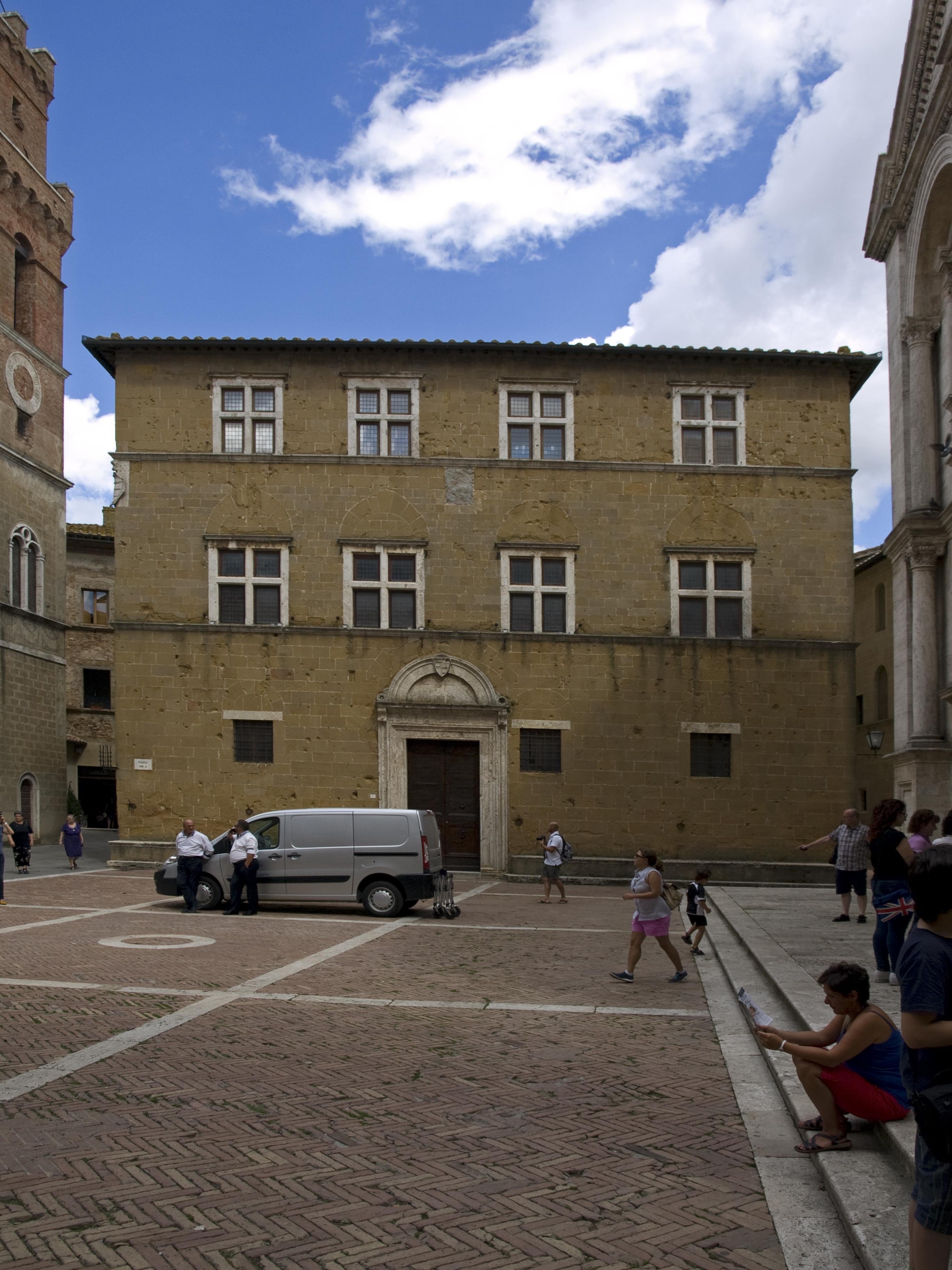
Palazzo Borgia
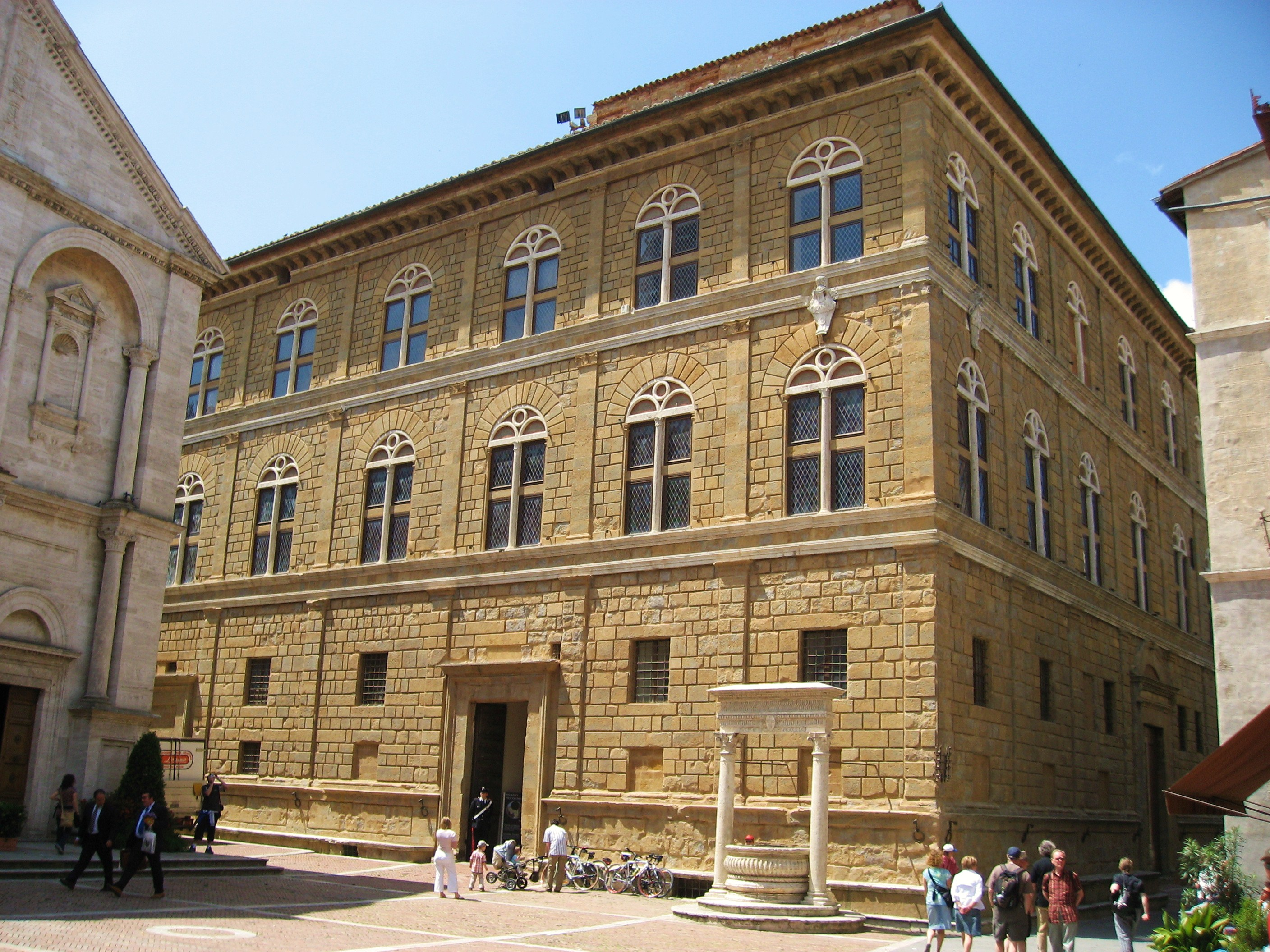
Palazzo Piccolomini
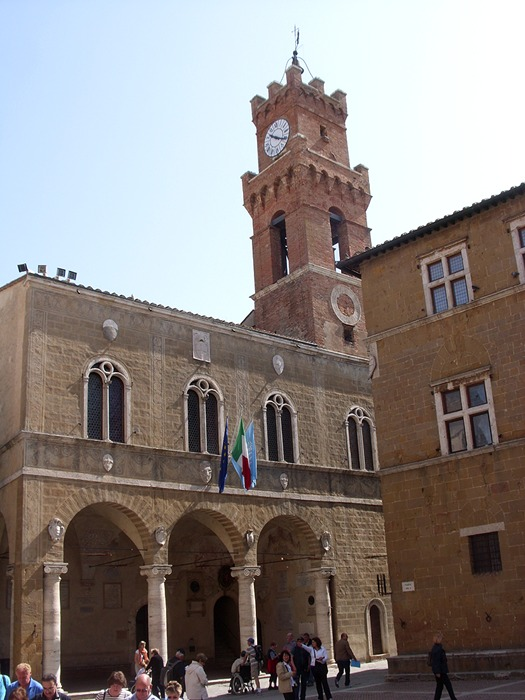
Palazzo Communale
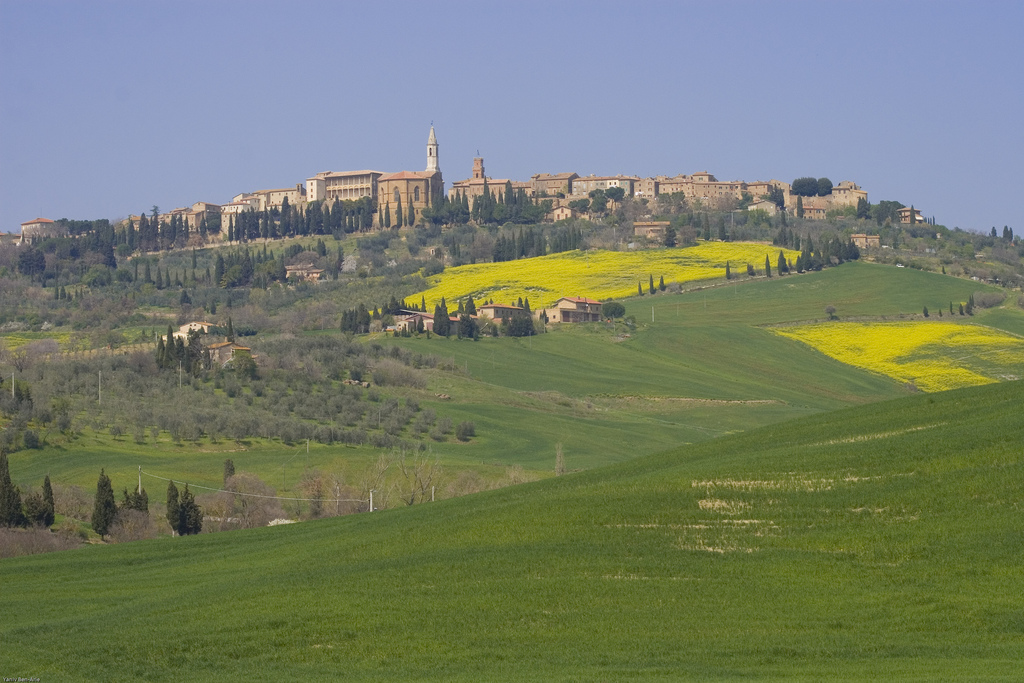
Gezicht op de stad
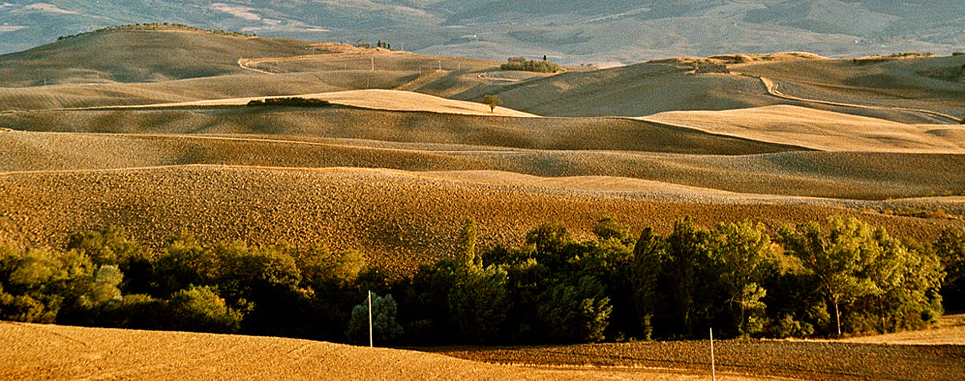
Omgeving Pienza
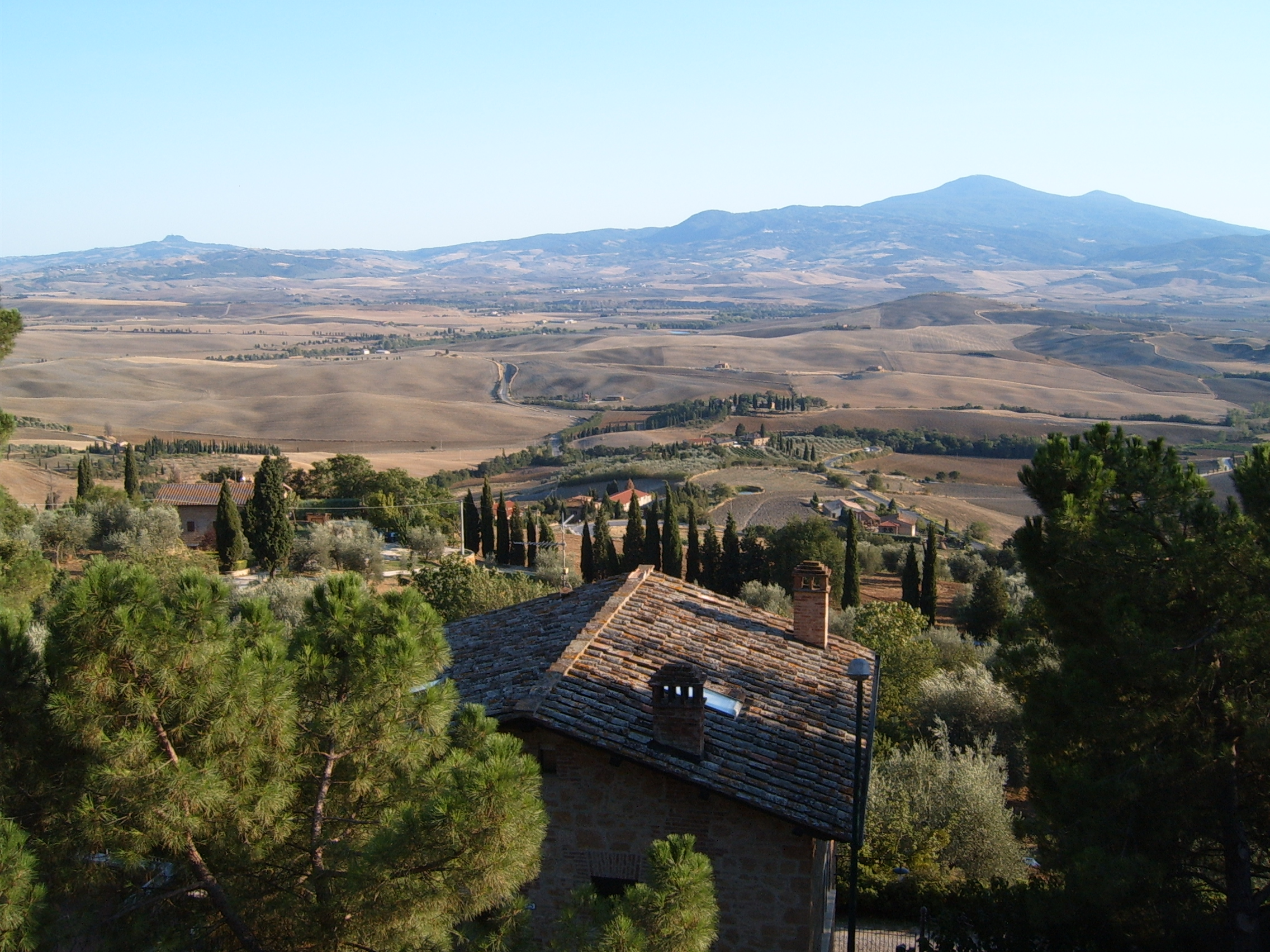
Pienza en de Monte Amiata

## Geboren
- Paus Pius II (1405-1464), geboren als Enea Silvio Piccolomini